# Carlo Bagno
Carlo Bagno (* 21. März 1920 in Lendinara; † 19. Juni 1990 in Mailand) war ein italienischer Schauspieler.

## Leben
Nach dem Besuch der Accademia d’Arte Drammatica diplomierte Bagno dort in der Spielzeit 1940/41. Nach Ende des Zweiten Weltkrieges bekam er Aufträge zunächst beim Radio, für das er mehrere Komödien sprach und widmete sich dann ganz dem Theater, wo er neben Sergio Tofano und dann am „Piccolo di Milano“ spielte. Unter Giorgio Strehler trat er in zahlreichen alten und neuen Klassikern auf. Nach weiteren Stationen spielte er am „Stabile di Trieste“ und ab 1962 für fünf Jahre in Turin, bevor er nach Triest zurückkehrte. Der stämmige und robuste Bagno, der oft derbe aber gutmütige Charaktere verkörperte, trat zwischen 1955 und 1987 wiederholt beim Film auf. Für das Fernsehen war sein Beitrag in Die Verrückte von Chaillot im Jahr 1961 herausragend.
Bagno erhielt 1978 einen Nastro d’Argento für den besten Nebendarsteller.

## Filmografie (Auswahl)
- 1956: Lo svitato
- 1963: Amore in vier Dimensionen (Amore in 4 dimensioni)
- 1963: I mostri (Episodenfilm)
- 1966: Aber, aber, meine Herren… (Signore & signori)
- 1967: Unmoralisch lebt man besser (l’immorale)
- 1971: La piazza vuota
- 1972: Pinocchio (Le avventure di Pinocchio) (Fernseh-Miniserie)
- 1973: Gendarmi si nasce (Fernsehfilm)
- 1974: Anno Uno
- 1976: La donna serpente (Fernsehfilm)
- 1976: Sie sprang entblößt im Kreise (Signore e signori, buonanotte)
- 1978: Wie man seine Frau verliert und eine Freundin gewinnt (Coma perdere una moglie… e trovare un'amante)
- 1979: Das gefährliche Spielzeug (Il giocattolo)
- 1979: Tesoro mio
- 1979: Mimi – Ein bürgerliches Drama (Un dramma borghese)
- 1980: Arrivano i bersaglieri
- 1980: Don Tango – Hochwürden mit der kessen Sohle (Qua la mano)
- 1981: Die nackte Frau (Nudo di donna)
- 1985: Die zwei Leben des Mattia Pascal (Le due vite di Mattia Pascal)
- 1987: Teresa